# Rudnik zlata Zod
Rudnik zlata Zod  (azerbajdžansko Zod qızıl yatağı; v Armeniji znan kot rudnik zlata Sotk, armensko Սոթքի ոսկու հանքավայր) je po rezervah čistega zlata največji rudnik zlata v Azerbajdžanu in Armeniji. Leži v bližini kraja Sotk (prej Zod), provinca Gegharkunik v Armeniji, del pa v sosednjem azerbajdžanskem okrožju Kalbajar. Rezerve cenijo na več kot 120 ton, ekonomsko zanimiva vsebnost je 0.8 g zlata na tono.

## Zgodovina
Rudišče so odkrili leta 1951, rudnik deluje od leta 1976. Od leta 1993 - s prvo vojno v Gorskem Karabahu - do novembra 2020 je azerbajdžansko okrožje Kalbajar (z azerbajdžanskim delom rudnika) bilo pod nadzorom Armenije (de jure dalje del Azerbajdžana). Leta 2007 je Armenija ruskemu podjetju GeoProMining enostransko podelila pravico do izkoriščanja rudnika. Leta 2009 so izkopali 320.500 ton zlate rude, leta 2010 490.000 ton, leta 2011 pa 880.000 ton. V rudniku je bilo zaposlenih med 350 in 400 delavcev. Ruda se je predelovala v obratu za pridobivanje zlata Ararat, kamor so jo prevažali po železnici.
Ko se je 27. septembra leta 2020 začela vojna v Gorskem Karabahu, je GeoProMining začasno ustavil obratovanje rudnika. 25. novembra 2020 so enote azerbajdžanskih oboroženih sil v skladu z izjavo, ki so jo po konfliktu podpisali azerbajdžanski predsednik, armenski premier in ruski predsednik, ob umiku armenskih sil vstopile v okrožje Kalbajar. Inženirska dela in odstranjevanje min so tekla vzporedno z napredovanjem azerbajdžanskih enot. Naslednji dan je Hakob Avetjan, vodja armenske skupnosti Geghamasar, ki meji na Azerbajdžan, sporočil, da je azerbajdžanska vojska vstopila v rudnik. Po njegovih besedah so Azerbajdžanci prišli na lice mesta brez strela in zahtevali, da se ozemlje osvobodi, čemur naj bi sledila pogajanja. Po besedah Avetjana so zaposleni, čeprav ni bilo nobenih groženj, rudnik začeli zapuščati. Zvečer istega dne so objavili, da so predstavniki Armenije, Rusije in Azerbajdžana začeli izvajati razmejitvena dela s tehnologijo GPS, da ugotovijo, kje leži državna meja. Azerbajdžanske sile so na svoji strani rudnika postavile tri postojanke. Po dolgotrajnih pogajanjih med azerbajdžansko vojsko in predstavniki GeoProMininga so 27. novembra uslužbenci podjetja zapustili azerbajdžanski del rudnika. GeoProMining naj bi v pogajanjih dobil možnost nadaljnje eksploatacije v azerbajdžanskem delu, ko bo demarkacija državne meje zaključena.